# Ospedale della Pietà
Ospedale della Pietà er et kloster, børnehjem og musikkonservatorium i Venedig.
Det åbnede i det tidlige 1400-tal som en velgørende institution, der havde til formål at forsørge forældreløse og efterladte piger, hvoraf de fleste ville forblive der hele deres liv med mindre de blev gift; babyer kunne efterlades ved klostret via en babyboks. Drenge blev også accepteret, men normalvis forlod de stedet efter en årrække. Børn og voksne fik intensiv musisk træning.
Omkring slutningen af det 17. århundrede førte Ospedale (sammen med tre andre ospidali) en velkendt musikskole udover dets børnehjem, hvormed de indbragte en betydelig indkomst fra musikkomponering og -udførelse; det var normalt for adelige at få deres døtre indskrevet der. Mindst to af disse kvinder, Anna Bon og Vincenta Da Ponte, vides at være blevet komponister.
Komponisten Antonio Vivaldi var violinlærer ved Ospedale della Pietà fra 1704 og chefkomponist fra 1713 indtil han forlod Venedig i 1740. Meget af Vivaldis musik blev skrevet til kvinder på Ospedale. Nogle af babyerne var blevet efterladt grundet deres fysiske deformiteter, og Vivaldi havde instrumenter specielt tilpasset disse kvinder. Det kvindelige orkester og kor gav koncerter til aristokrate publikummer, mens de var gemt bag et metalgitter. Jean-Jacques Rousseau var sådan en tilhører og beskriver udførelsen i sin Bekendelser (1770) som noget af det mest yppige og påvirkende.
Ospedale della Pietà eksisterer stadig i dag, selvom det er med et stærkt reduceret elevantal på omkring otte om året. De originale bygninger på Riva degli Schiavoni har kun delvist overlevet og er blevet erstattet af et hotel.